# De un momento a otro
De un momento a otro. Drama de una familia española es una obra de teatro en tres actos de Rafael Alberti escrita en 1938-1939. Editada por primera vez en Buenos Aires en 1942.

## Argumento
El joven Gabriel pertenece a una familia adinerada andaluza, dueña de unas bodegas. Gabriel detesta todo lo que su familia simboliza de injusticia social y tiranía burguesa. Agobiado por ese ambiente y tras un fallido intento de suicidio, abandona el hogar familiar para unirse a la lucha obrera. Sin embargo, es visto con recelo por los trabajadores, que no dejan de percibirle como su enemigo en la lucha de clases. Solo el líder sindical termina por aceptarlo. Cuando estalla finalmente la revolución, Gabriel perece luchando junto a los obreros.